# Pascal Thüler
Pascal Thüler (ur. 10 stycznia 1970) – szwajcarski piłkarz grający na pozycji lewego obrońcy. W swojej karierze rozegrał 6 meczów w reprezentacji Szwajcarii.

## Kariera klubowa
Karierę piłkarską Thüler rozpoczął w klubie FC Sankt Gallen. W 1988 roku awansował do kadry pierwszego zespołu i w sezonie 1988/1989 zadebiutował w jego barwach w pierwszej lidze szwajcarskiej. W Sankt Gallen grał do końca sezonu 1992/1993.
W 1993 roku Thüler przeszedł do Grasshoppers Zurych, gdzie, podobnie jak w Sankt Gallen, był podstawowym zawodnikiem. W latach 1995, 1996 i 1998 wywalczył z Grasshoppers 3 tytuły mistrza Szwajcarii, a w 1994 roku zdobył z tym klubem Puchar Szwajcarii.
W 1998 roku Thüler odszedł z Grasshoppers do niemieckiego klubu MSV Duisburg. Przez pół roku nie zagrał w żadnym meczu Bundesligi i w 1999 roku wrócił do FC Sankt Gallen. W 2000 roku został z tym klubem mistrzem kraju.
W 2001 roku Thüler został zawodnikiem austriackiego SW Bregenz. Wiosną 2002 grał w FC Vaduz, a po sezonie 2002/2003 zakończył karierę jako piłkarz FC Kreuzlingen.
| Sezon   | Klub                | Kraj          | Rozgrywki        | Mecze | Bramki |
| ------- | ------------------- | ------------- | ---------------- | ----- | ------ |
| 1988/89 | FC Sankt Gallen     | Szwajcaria    | Nationalliga A   | 7     | 2      |
| 1989/90 | FC Sankt Gallen     | Szwajcaria    | Nationalliga A   | 31    | 3      |
| 1990/91 | FC Sankt Gallen     | Szwajcaria    | Nationalliga A   | 28    | 2      |
| 1991/92 | FC Sankt Gallen     | Szwajcaria    | Nationalliga A   | 24    | 4      |
| 1992/93 | FC Sankt Gallen     | Szwajcaria    | Nationalliga A   | 34    | 3      |
| 1993/94 | Grasshoppers Zurych | Szwajcaria    | Nationalliga A   | 35    | 1      |
| 1994/95 | Grasshoppers Zurych | Szwajcaria    | Nationalliga A   | 29    | 2      |
| 1995/96 | Grasshoppers Zurych | Szwajcaria    | Nationalliga A   | 15    | 1      |
| 1996/97 | Grasshoppers Zurych | Szwajcaria    | Nationalliga A   | 27    | 0      |
| 1997/98 | Grasshoppers Zurych | Szwajcaria    | Nationalliga A   | 29    | 0      |
| 1998/99 | MSV Duisburg        | Niemcy        | Bundesliga       | 0     | 0      |
| 1998/99 | FC Sankt Gallen     | Szwajcaria    | Nationalliga A   | 9     | 0      |
| 1999/00 | FC Sankt Gallen     | Szwajcaria    | Nationalliga A   | 26    | 3      |
| 2000/01 | FC Sankt Gallen     | Szwajcaria    | Nationalliga A   | 1     | 0      |
| 2001/02 | SW Bregenz          | Austria       | Bundesliga       | 17    | 1      |
| 2001/02 | FC Vaduz            | Liechtenstein | Challenge League | 1     | 1      |
| 2002/03 | FC Kreuzlingen      | Szwajcaria    | III liga         | 8     | 1      |

## Kariera reprezentacyjna
W reprezentacji Szwajcarii Thüler zadebiutował 6 września 1994 roku w wygranym 1:0 towarzyskim spotkaniu ze Zjednoczonymi Emiratami Arabskimi. Grał też w eliminacjach do Euro 96. W kadrze narodowej od 1995 do 1997 roku wystąpił 6 razy i strzelił 1 gola.
| Mecze i gole w reprezentacji | Mecze i gole w reprezentacji | Mecze i gole w reprezentacji | Mecze i gole w reprezentacji | Mecze i gole w reprezentacji | Mecze i gole w reprezentacji | Mecze i gole w reprezentacji |
| #                            | Data                         | Stadion                      | Rywal                        | Wynik                        | Gol                          | Rozgrywki                    |
| 1994                         | 1994                         | 1994                         | 1994                         | 1994                         | 1994                         | 1994                         |
| ---------------------------- | ---------------------------- | ---------------------------- | ---------------------------- | ---------------------------- | ---------------------------- | ---------------------------- |
| 1.                           | 06.09.1994                   | Sion, Szwajcaria             | Zjednoczone Emiraty Arabskie | 1:0                          | 0                            | towarzyski                   |
| 2.                           | 12.10.1994                   | Berno, Szwajcaria            | Szwecja                      | 4:2                          | 0                            | el. ME 1996                  |
| 3.                           | 16.11.1994                   | Lozanna, Szwajcaria          | Islandia                     | 1:0                          | 0                            | el. ME 1996                  |
| 4.                           | 14.12.1994                   | Stambuł, Turcja              | Turcja                       | 2:1                          | 0                            | el. ME 1996                  |
| 1995                         |                              |                              |                              |                              |                              |                              |
| 5.                           | 23.06.1995                   | Berno, Szwajcaria            | Niemcy                       | 1:2                          | 0                            | towarzyski                   |
| 1997                         |                              |                              |                              |                              |                              |                              |
| 6.                           | 10.02.1997                   | Hongkong, Hongkong           | Rosja                        | 1:2                          | 1                            | Carlsberg Cup 1997           |